# マウリツィオ・トラーニ
マウリツィオ・トラーニ（Maurizio Trani、1946年5月9日 - ）は、イタリア共和国ラツィオ州ローマ出身のメイクアップアーティスト、特殊メイクアーティスト、特殊効果技師である。

## 人物
主にルチオ・フルチ、ジュゼッペ・トルナトーレといったイタリア人監督の映画でメイクアップ、特殊メイク、特殊効果を手がけたことで知られる。
父エリージョと伯父ダンテはフェデリコ・フェリーニの映画に参加したメイクアップアーティストであった。伯父ダンテの息子ダヴィデ・トラーニ（Davide Trani）も、イタリア映画のメイクアップアーティストとして活躍している。

## 略歴
1946年ローマ生まれ。父親エリージョ・トラーニ（Eligio Trani）はフェリーニ監督作品（『道』『カビリアの夜』『魂のジュリエッタ』）やルキノ・ヴィスコンティ監督作品（『ルートヴィヒ/神々の黄昏』『家族の肖像』）で知られるメイクアップアーティスト。伯父ダンテ・トラーニ（Dante Trani）はフェリーニ作品でエリージョの助手をつとめた後に独立し、多数のイタリア映画のメイクアップで活躍していた。こうした家庭環境により、少年時代からチネチッタ撮影所での映画撮影を見学する機会に恵まれた。とりわけフェデリコ・フェリーニ作品の撮影現場を見学したことから強い印象を受け、高校を中退して父の仕事を手伝い始める。
1960年代後半になると父のアシスタントを離れ、ジャンフランコ・メカッチ（Gianfranco Mecacci）やフランコ・ディ・ジローラモ（Franco di Girolamo）のアシスタントとしてメイクアップの仕事をするようになる。
1972年には、ルチオ・フルチ監督のミステリー映画『マッキラー』（1972）に参加。フランコ・ディ・ジローラモとニロ・ヤコポーニ（Nilo Jacoponi）のもとで、メイクアップのアシスタントを担当する。
70年代半ばからジャンネット・デ・ロッシのアシスタントをつとめるようになる。ベルナルド・ベルトルッチ監督の『1900年』（1976）などに参加し、デ・ロッシのもとでメイクアップを手がける。
デ・ロッシのアシスタントとして参加したジョー・ダマト監督の"Emanuelle in America"（1976）で手がけた、劇中のスナッフフィルム場面が物議を醸した。特殊メイクの生々しさから本物の殺人シーンではないかとの誤解を招き、フィルムが裁判所に差し押さえられ、出演した女優はプロデューサー相手に訴訟を起こす騒ぎとなった。この映画を見たデヴィッド・クローネンバーグ監督は、デ・ロッシとトラーニの特殊メイクによるスナッフフィルムのシーンから映画『ヴィデオドローム』（1983）の着想を得た。
大ヒットしたルチオ・フルチ監督のホラー映画『サンゲリア』（1979）でもジャンネット・デ・ロッシのもとでアシスタントを担当。ゾンビ役で出演する多数のエキストラに特殊メイクを施す必要があり、通常なら大人数のメイクアップチームを組まねばならない所を、低予算のためメイクアップのアシスタントに付いたのはトラーニと新人ロザリオ・プレストピーノの2人のみであった。デ・ロッシはアシスタントが一人（トラーニ）しか雇えなかったと語っていたが、実際にはもう一人ロザリオ・プレストピーノがアシスタントに付いている。
『サンゲリア』での仕事が認められ、翌年のフルチ監督作品『ビヨンド』（1980）においてもジャンネット・デ・ロッシのアシスタントとしてメイクアップ及び特殊メイクを担当。
『墓地裏の家』（1981）でもジャンネット・デ・ロッシとともに特殊メイクにクレジットされている。デ・ロッシの証言によれば、『墓地裏の家』ではデ・ロッシは名義貸しのみであり、実質的にマウリツィオ・トラーニのみが特殊メイクを手がけたという。『墓地裏の家』に続くフルチ監督のホラー『マンハッタン・ベイビー』（1982）では単独で特殊メイク担当にクレジットされる。
一連のルチオ・フルチ作品のプロデューサーによる『人間解剖島/ドクター・ブッチャー』（1980）では特殊メイクの主任に昇格。トラーニのアシスタントには『サンゲリア』で特殊メイクの応援に付いたロザリオ・プレストピーノが続投した。トラーニとプレストピーノは後のフルチ監督作品『ザ・リッパー』（1982）や、テレビドラマ『コロンブス/大いなる生涯』（1985）でも組んでおり、プレストピーノは後にダリオ・アルジェント作品の特殊メイクアーティストとなっている。
ルチオ・フルチ作品での仕事は1982年の『ザ・リッパー』および『マンハッタン・ベイビー』までとなる。フルチの死去直前に電話を受けたが、映画でふたたび組む機会はなかった。
ルチオ・フルチのチームから離れた後、80年代は主にイタリアのホラー映画やアクション映画で特殊メイク及びメイクアップを多数手がけた。中でもジャンネット・デ・ロッシのアシスタントとして特殊メイクを手がけた『殺人魚フライングキラー』（1981）はジェームズ・キャメロンの監督デビュー作となった。その他の作品では『ミイラ転生・死霊の墓』（1981）、『猛獣大脱走』（1984）、『トロル2/悪魔の森』（1990）といったホラー映画の特殊メイクを手がけており、これらの作品は現在カルト映画として一部で評価されている。
80年代末になると、ジュゼッペ・トルナトーレ監督の『ニュー・シネマ・パラダイス』（1988）でメイクアップを担当。本作で英国アカデミー賞最優秀メイクアップ賞にノミネートされた。
その後もトルナトーレ監督作品の『みんな元気』（1990）、『夜ごとの夢/イタリア幻想譚』（1991）、『記憶の扉』（1994）でメイクアップを担当している。
2016年を最後に引退。近年ではルチオ・フルチを始めとしたイタリア映画の特殊効果に関するインタビュー映像に出演している。

## フィルモグラフィ

### アシスタント時代
| 公開年 | 作品名                                       | 原題                                    |
| ------ | -------------------------------------------- | --------------------------------------- |
| 1968年 | ″Se incontri Sartana prega per la tua morte″ | （日本未公開）                          |
| 1968年 | 『情無用のガンファイター』                   | Una pistola per cento bare              |
| 1972年 | 『マッキラー』                               | Non si sevizia un paperino              |
| 1972年 | 『千夜一夜物語』                             | Finalmente... le mille e una notte      |
| 1973年 | 『続シンジケート』                           | Il consigliori                          |
| 1975年 | 『ミラノ殺人捜査網』                         | Milano odia: la polizia non può sparare |
| 1976年 | 『1900年』                                   | Novecento                               |
| 1977年 | ″Emanuelle in America″                       | （日本未公開）                          |
| 1979年 | 『サンゲリア』                               | Zombi 2                                 |
| 1980年 | 『ビヨンド』                                 | E tu vivrai nel terrore! - L'aldilà     |
| 1981年 | 『殺人魚フライングキラー』                   | Piranha Part Two: The Spawning          |

### メイクアップ及び特殊メイク
| 公開年 | 作品名                                           | 原題                              |
| ------ | ------------------------------------------------ | --------------------------------- |
| 1980年 | 『人間解剖島/ドクター・ブッチャー』              | Zombi Holocaust                   |
| 1981年 | 『墓地裏の家』                                   | Quella villa accanto al cimitero  |
| 1981年 | 『ミイラ転生・死霊の墓』                         | Dawn of the Mummy                 |
| 1982年 | 『マンハッタン・ベイビー』                       | Manhattan Baby                    |
| 1982年 | 『ザ・リッパー』                                 | Lo squartatore di New York        |
| 1982年 | 『ブロンクス・ウォリアーズ/1990年の戦士』        | 1990: I guerrieri del Bronx       |
| 1983年 | 『サイボーグ・ハンター/ニューヨーク2019年』      | 2019 - Dopo la caduta di New York |
| 1983年 | ″I predatori di Atlantide″                       | （日本未公開）                    |
| 1984年 | 『ラッツ』                                       | Rats - Notte di terrore           |
| 1984年 | 『ダーティ・マグナム'87/デッドリー・インパクト』 | Impatto mortale                   |
| 1985年 | 『サバイバル・ショット/恐怖からの脱出』          | Inferno in diretta                |
| 1985年 | 『猛獣大脱走』                                   | Wild beasts - Belve feroci        |
| 1985年 | 『コロンブス/大いなる生涯』                      | Christopher Columbus              |
| 1985年 | 『怒りのサンダー/逆襲のバーニング・ファイア』    | Thunder 2                         |
| 1988年 | 『ニュー・シネマ・パラダイス』                   | Nuovo Cinema Paradiso             |
| 1988年 | 『エクソシストの謎』                             | La casa 4 (Witchcraft)            |
| 1988年 | 『コブラ・ミッション』                           | Cobra Mission                     |
| 1989年 | ″Sinbad of the Seven Seas″                       | （日本未公開）                    |
| 1990年 | 『みんな元気』                                   | Stanno tutti bene                 |
| 1990年 | 『トロル2/悪魔の森』                             | Troll 2                           |
| 1990年 | 『バイオロイド/恐怖の生体実験』                  | Metamorphosis                     |
| 1990年 | 『魔宮神話レジェンド・オブ・サンダー』           | Quest for the Mighty Sword        |
| 1991年 | 『夜ごとの夢/イタリア幻想譚』                    | La domenica Specialmente          |
| 1994年 | 『記憶の扉』                                     | Una pura formalità                |
| 2001年 | 『プロジェクトV(バイオント) 史上最悪のダム災害』 | Vajont - La diga del disonore     |
| 2009年 | 『バルバロッサ 帝国の野望』                      | Barbarossa                        |
| 2012年 | 『神聖ローマ、運命の日 〜オスマン帝国の進撃〜』  | 11 settembre 1683                 |